# トクサン
トクサン（本名：徳田 正憲、1985年3月18日 - ）は、日本の男性YouTuber。東京都大田区出身。主に野球の動画を投稿している。

## 来歴

### 学生時代
小学校3年生の時にソフトボールを始める。中学生になり軟式野球クラブチーム大三連ネオナインに所属。2000年4月、帝京高校へ入学し硬式野球部に入部する。控え遊撃手として3年夏には第84回全国高等学校野球選手権大会に出場。高校の同期には元広島東洋カープの吉田圭や松本高明、元東京ヤクルトスワローズの高市俊がいて、後輩には元日本ハムファイターズの杉谷拳士がいる。
大学は創価大学に進学。1年生からベンチに入ると2年秋にはけがをしたレギュラーの代わりに出場した試合での活躍をきっかけにレギュラーへ定着。4年時には主将に就任。リーグ戦ではベストナイン・盗塁王・首位打者をとるなど活躍し、全日本大学選手権でベスト4に進出。同大会における犠打大会記録を保持している。
三学年下には、のちに職場の同僚となる、元阪神タイガースの田上健一がいた。

### 社会人時代
大学卒業後、警備会社へ入社。硬式野球クラブチーム『Tsukuba Club』へ入団。仕事に馴染めず2年で辞め、硬式野球チームも退団。その後、草野球チーム『EASTWEST』でプレーをしながら、一般企業に勤務。3年後、高校野球の指導者を志して教員免許取得のため筑波大学へ入学。同時期、現在も所属する草野球チーム天晴へ入団した。
その後、IT関係の企業へ入社。2016年8月23日、仕事の延長としてYouTube（トクサンTV）での活動をスタートさせる。

### YouTube開設後
トクサンに加え、ライパチ・天晴のエースであるアニキ（平山勝雄）の3名を中心に、道具紹介や技術解説、有名人とのコラボ、プロ野球選手への取材、天晴の試合、バッティングセンター巡りなど、野球をメインとしたコンテンツを配信している。
天晴ではレギュラー・主将としてサードを守ることが多い。軟式野球日本代表に選出されている。
2017年7月、サブチャンネルである『トクサンTVのダッグアウト』を開設。しかし、同チャンネルのメイン出演者が天晴のチームメイトであるタケトラ（佐々木丈虎）だったため、2018年4月より「タケトラTV」へ名称変更。さらに2019年2月には「クニヨシTV withサルトラ」に変更。2021年6月18日からは「弾丸ライナーズ」(ダンガンライナーズ)とみたび変更し天晴のメンバー複数人で活動。2022年7月1日より「トクサンTVビヨンド」とし、チャンネル名に”トクサン”を再び冠してサブチャンネルの体裁に回帰した。
2019年3月、アニキが野球について語る『アニキ会議』というチャンネルを開設したが、2020年2月に独立リーグ『福井ワイルドラプターズ』の公式チャンネルとなっている。寝る時にはパンツを履かないのが流儀。

## 人物、エピソード
2020年、年下の一般女性と結婚。

## 出演

### ラジオ
- ドラ魂キングコーナー「レッツ 草野球トクサンRadio withライパチ ビヨンド」(2021年12月3日) [13][注釈 1]-CBCラジオ

## 著書
- トクサンTVが教える 超バッティング講座（2019年3月4日、KADOKAWA、ISBN 978-4048964784）
- トクサンTVが教える 超守備講座（2019年8月29日、KADOKAWA、ISBN 978-4048965859）